# Django Sissoko

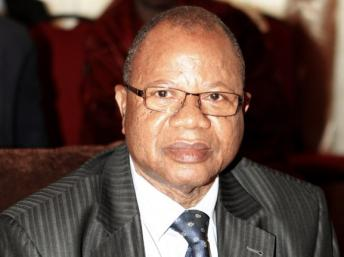
Django Sissoko

Django Sissoko (* 1948; † 4. April 2022 in Bamako) war ein malischer Politiker.
Sissoko war von 1984 bis 1988 Justizminister und dann von 1988 bis 1991 und von 2008 bis 2011 Generalsekretär des Präsidenten. Nach der Inhaftierung von Cheick Modibo Diarra übernahm er am 11. Dezember 2012 kommissarisch das Amt des Premierministers der Republik Mali. Am 5. September 2013 wurde er von Oumar Tatam Ly abgelöst.